# 葵涌邨公共運輸交匯處

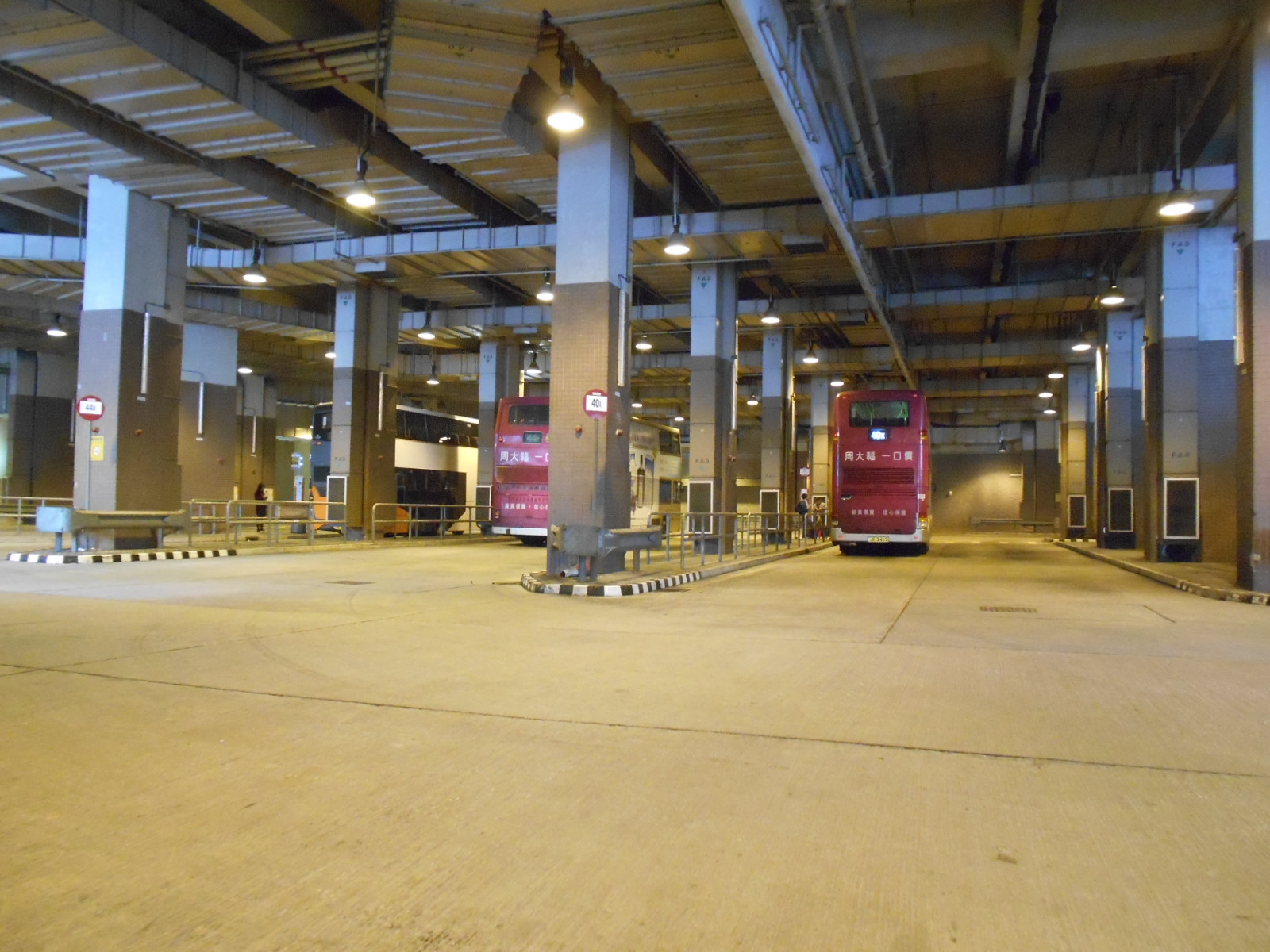
交匯處背面

葵涌邨公共運輸交匯處是香港的一個巴士總站，位於新界葵青區大窩口道葵涌邨商場。現有6條巴士路線以本站作為總站及3條巴士路線途經本站。

## 歷史
葵涌邨的前身「葵涌新區」在1963年落成，而且擁有42座樓宇，但一直沒有大型巴士總站服務，在1960年代至葵盛邨落成前，九巴34線曾經長期以葵涌邨第40座路旁為總站，站名為「中葵涌」，而在重建前，作為葵涌邨邨內通道的上角街曾設有近似巴士總站的車站，但從未作總站用途，直至葵涌邨在2005年重建完畢，才在商場基座設有大型巴士總站。

## 總站路線資料（巴士）

### 九龍巴士31A線
- 葵涌邨 → 石籬（大隴街）

### 九龍巴士37X線
- 葵涌邨 → 油麻地

2024年8月19日投入服務，提供葵涌邨、葵盛邨及葵芳單向前往尖沙咀、佐敦及油麻地的巴士服務，只於星期一至五上午繁忙時間提供服務。

### 九龍巴士40B線
- 葵涌邨 → 平田

2024年3月11日投入服務，途經葵興、葵芳、荔景、美孚站、黃大仙、鑽石山、九龍灣、觀塘及藍田，只於星期一至五上午繁忙時間提供服務。

### 九龍巴士40X線
- 烏溪沙站 ↔ 葵涌邨

### 九龍巴士44M線
- 青衣站 ↔ 葵涌邨

### 龍運巴士A32線
- 葵涌邨 ↔ 機場（地面運輸中心）

### 龍運巴士NA32線
- 葵涌邨 ↔ 港珠澳大橋香港口岸（經機場客運大樓）

## 途經路線資料（巴士）

### 九龍巴士38P線
- 葵盛（中） ↔ 平田

### 九龍巴士43線
- 青衣（長康邨） ↔ 荃灣西站（只往長康時途經此站）

## 本站設計
| 車坑分佈（以入口最左邊起計） | 車坑分佈（以入口最左邊起計） | 車坑分佈（以入口最左邊起計）              |
| 車坑編號                     | 車坑數目                     | 路線                                      |
| ---------------------------- | ---------------------------- | ----------------------------------------- |
| 1                            | 單坑通道                     | 龍運巴士A32線、龍運巴士NA32線             |
| 2                            | 單坑通道                     | 九巴38P線（往葵盛）、九巴43線（只往長康） |
| 3                            | 雙坑通道                     | 九巴38P線（往平田）、九巴44M線            |
| 4                            | 雙坑通道                     | 九巴40X線                                 |
| 5                            | 單坑通道                     | 九巴31A線、九巴37X線、九巴40B線           |
| 6                            | 雙坑通道                     | 的士站                                    |

## 外部連結
- 荃葵青交通總站巡禮-葵涌邨 （页面存档备份，存于）